# عرقون أشيب
عرقون أشيب (الاسم العلمي:Euphrasia incana) هو نوع غير مؤكد من النباتات يتبع جنس العرقون من الفصيلة الهالوكية.